# Voline
Vsevolod Mikhaïlovitch Eichenbaum (en russe : Всеволод Михайлович Эйхенбаум) dit Voline (Волин), né le 11 août 1882 à Voronej (Empire russe) et mort le 18 septembre 1945 à Paris, est un poète et militant libertaire russe, théoricien de la synthèse anarchiste.
Lors de la révolution russe de 1905, il est parmi les fondateurs du premier soviet de Saint-Pétersbourg. En 1918, il est mandaté par la Confédération des organisations anarchistes d'Ukraine pour rédiger un programme visant à réunir les communistes libertaires et les anarcho-syndicalistes. En 1919, il combat les bolcheviks dans les rangs de l'Armée révolutionnaire insurrectionnelle ukrainienne de Nestor Makhno, avant d'être condamné à mort par Trotski puis finalement banni par le nouveau pouvoir soviétique.
Avec Sébastien Faure, il élabore le concept de synthèse anarchiste qui vise à réunir dans une même organisation les courants pluriels du mouvement : communiste libertaire, anarcho-syndicaliste et individualiste. En 1934, il publie Le fascisme rouge où, prémisse de la critique des totalitarismes, il n'hésite pas à comparer le régime stalinien aux régimes fasciste ou nazi. Il est enfin connu pour avoir rédigé en français l'ouvrage La Révolution inconnue, qui retrace l'histoire révolutionnaire russe de 1825 à 1921.

## Enfance
Il est le fils d'un médecin de zemtsvo, Mikhaïl Eichenbaum (1853-1917), baptisé avant son mariage en 1880. Son grand-père, Iakov (Yankel) Moïsseïevitch Eichenbaum (ru) (1796-1861), partisan du mouvement haskala, est inspecteur d'écoles rabbiniques à Kichiniov, Odessa et Jitomir. Sa mère, Nadejda Dormidontovna Eichenbaum, née Glotova (1858-1914), élève de Peter Lesgaft, est l'une des premières femmes médecins russes. Elle est la fille d'un officier qui prend sa retraite avec le grade de général. Vsevolod a un frère cadet, le futur philologue Boris Eichenbaum. Tous les deux parlent couramment français et allemand dès leur jeune âge. Ils passent leur enfance à Voronej où ils sont élèves au lycée classique de la ville.

## LeDimanche rougede 1905
Le tsar Alexandre III règne sur la Russie quand le futur Voline naît dans une famille aisée (son père et sa mère sont médecins). Après le lycée classique, il poursuit des études de droit à Saint-Pétersbourg. Il parle couramment le français et l'allemand.
Sympathisant avec les idées révolutionnaires, il rompt en 1904 avec sa famille et abandonne ses études pour rejoindre le Parti socialiste révolutionnaire. Il donne des cours et s'occupe de la formation des militants révolutionnaires. Selon Paul Avrich : « Voline investit toute la force de sa nature idéaliste dans sa nouvelle cause. Il organise des groupes d'études pour les travailleurs, fonde une bibliothèque, et élabore un programme de formation, tout en donnant des leçons privées pour gagner sa vie. »
Le 21 janvier 1905, il est avec les 30 000 manifestants, en majorité ouvriers, qui marchent sur le palais d'Hiver en réclamant la libération de tous les révolutionnaires emprisonnés, de meilleures conditions de travail, la cession des terres aux paysans et la suppression de la censure. L'armée, dépassée par l'ampleur de la manifestation, ouvre le feu : les chiffres officiels font état de 96 morts et 333 blessés, des chiffres non officiels avancent le nombre de 4 000 morts. Cette répression sanglante reste sous le nom de Dimanche rouge, elle contribue au déclenchement de la révolution russe de 1905 préfigurant celle de 1917.
Le 22 janvier 1905, il est parmi les fondateurs du premier soviet de Saint-Pétersbourg constitué pour venir en aide aux victimes. Il en refuse la présidence, estimant que cela doit revenir à un travailleur et non à un intellectuel. C'est à cette époque qu'il prend le pseudonyme de Voline.
En novembre 1906, il prend part à une insurrection dans l'île de Kronstadt. Il est arrêté, emprisonné à la Forteresse Pierre-et-Paul, puis condamné à la déportation perpétuelle en Sibérie. En 1907, il s’évade pendant le transfert et parvient à rejoindre la France.

## Paris - New York

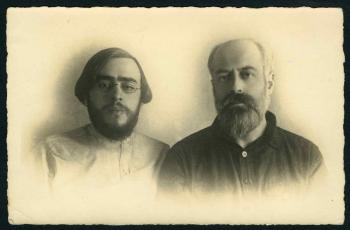
Avec Sénia Fléchine en 1917.

En 1908-1909, à Paris, il fréquente les cercles socialistes-révolutionnaires russes.
En 1911, il rencontre les milieux libertaires et adhère au groupe créé par Apollon Kareline (en), proche des idées de Kropotkine. C'est à ce moment qu'il découvre les œuvres de Pierre-Joseph Proudhon, Bakounine, Kropotkine et devient anarchiste.
En 1913, il est membre du Comité d'action internationale contre la guerre et fait de la propagande antimilitariste.
En 1916, pendant la Première Guerre mondiale, il s'oppose avec notamment Errico Malatesta, Alexandre Berkman, Rudolf Rocker ou Ferdinand Domela Nieuwenhuis au Manifeste des Seize, rédigé par Pierre Kropotkine et Jean Grave qui prennent parti pour le camp des Alliés et contre l’agression de l'Allemagne.
Sous le coup d'un mandat d'arrêt pour son opposition à la guerre, il fuit clandestinement vers les États-Unis, sans sa femme et ses quatre enfants.
Il adhère à l'Union des ouvriers russes et collabore à l'hebdomadaire anarcho-syndicaliste Golos Truda (La Voix du Travail) dont il a été le correspondant parisien. Orateur talentueux, il donne des conférences, notamment sur le syndicalisme à Detroit, Pittsburgh, Cleveland et Chicago.
En avril 1917, à New York, il croise Trotski qu'il a déjà rencontré en Russie et en France, d'où il a été expulsé comme lui en 1916.

## Retour en Russie et opposition aux bolcheviks
En juillet 1917 et à la suite de l'annonce de la révolution de Février, il revient en Russie. La rédaction de Golos Truda s'installe à Petrograd. Le journal devenu quotidien après la révolution d'Octobre, est l'organe de l’Union pour la propagande anarcho-syndicaliste et Voline en est le rédacteur en chef.
Après la révolution d'Octobre, Voline est très critique envers le nouveau gouvernement bolchevik. Il écrit dans Golos Truda : « Les bolcheviks, une fois consolidé et légalisé leur pouvoir, en tant que socialistes étatistes qui croient en la direction centralisée et autoritaire, commenceront à diriger la vie du pays et du peuple du sommet. […] Les bolcheviks développeront une autorité politique et un appareil d'État qui écraseront toute opposition avec une poigne de fer. » Il fait valoir l'idée que le slogan « Tout le pouvoir aux soviets » signifie en fait « Tout le pouvoir aux dirigeants du parti. »
Violemment opposé au traité de Brest-Litovsk, il part combattre l’Armée des volontaires de Denikine en Ukraine.
À son retour, il passe quelque temps à Moscou où il décline l'offre des bolcheviks de prendre la direction de l'éducation.
Il retourne en Ukraine où il participe à la fondation de la Confédération Nabat dont il prend en charge la rédaction du journal du même nom (Le Tocsin).
Du 12 au 16 novembre 1918, à Koursk, il participe à la première conférence générale de la Confédération d'organisations anarchistes d'Ukraine. Il y retrouve entre autres, Piotr Archinov, Aron et Fanny Baron, Sénia Fléchine, Mark Mratchnyi, Grigori Gorelik, Nikolaï Dolenko, Efim Yartchouk et Olga Taratuta. Le programme de Nabat peut se résumer par le rejet des groupes privilégiés (non-travailleurs), la méfiance envers tous les partis, la négation de toute dictature (principalement celle d'une organisation sur le peuple), la négation du principe de l'État, le rejet d'une période « transitoire » et l'auto-direction des travailleurs par des soviets libres. Il est chargé de rédiger une synthèse anarchiste, déclaration commune qui pourrait réunir toutes les tendances syndicaliste, collectiviste et individualiste au sein d'une même organisation.
Du 2 au 7 avril 1919, à Elizavetgrad (actuelle Kropyvnytskyï), il participe au premier congrès de Nabat. Les délégués y dénoncent la mainmise des bolcheviks sur les soviets et l'organisation purement militariste de l'Armée rouge. Ils se prononcent pour une « armée de partisans révolutionnaires » organisée spontanément telle qu'elle agit en Ukraine sous le nom de Makhnovchtchina.

### Responsable du Conseil militaire insurrectionnel de la Makhnovchtchina

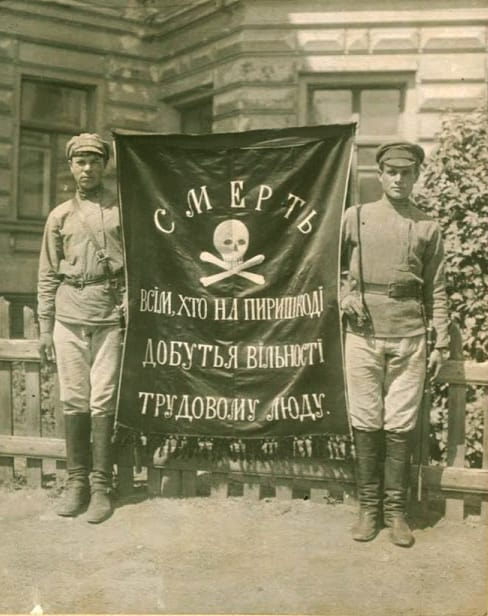
« Mort à tous ceux qui s'opposent à la liberté des travailleurs ! », le drapeau de la Makhnovchtchina.

En juillet 1919, lorsque la liberté de la presse est supprimée par les bolcheviks, il rejoint le quartier général de Nestor Makhno,. Il organise la section culture et éducation de l'Armée révolutionnaire insurrectionnelle ukrainienne. Voline donne 400 réunions pédagogiques durant cette période. En août, il est nommé responsable du « Conseil militaire insurrectionnel ».
En décembre 1919, malade du typhus il se rend à Moscou pour s'y faire soigner, mais il est arrêté en route par l'Armée rouge : « Me considérant comme un militant "de marque", les autorités avisèrent Trotski de mon arrestation […] La réponse, par télégramme […] arriva, rapide, laconique, nette : Fusiller immédiatement. Je ne fus pas fusillé, uniquement grâce à un concours de circonstances particulièrement heureuses et tout à fait fortuites ». Il est finalement livré à la Tchéka le 14 janvier 1920. Malade, il doit la vie à un geôlier qui, le connaissant de longue date, le soigne et le sauve.
En octobre 1920, une trêve est conclue entre Nestor Makhno et Léon Trotski, lorsque le général Piotr Nikolaïevitch Wrangel et son Armée blanche lance une offensive majeure en Ukraine. Trotski propose de libérer tous les prisonniers anarchistes en échange d'une action militaire conjointe contre Wrangel. Voline est alors libéré,.
Le 24 décembre 1920, il est arrêté une seconde fois à Kharkiv, ainsi que tous les responsables de Nabat (dont Aaron et Fanny Baron, Olga Taratuta, Sénia Fléchine, Mark Mrachnyi, Dolenko-Chekeres et Anatolii Gorelik), à la veille du « Congrès panrusse des anarchistes »,. Trotski donne l'ordre de le fusiller,.
En juillet 1921, il est incarcéré à la prison de Riazan où les conditions de détention sont extrêmement dures. Il est parmi les treize détenus anarchistes qui entament une grève de la faim au retentissement international grâce à la présence, à Moscou, de délégués syndicalistes venus participer, en observateurs, à la troisième conférence de l'Internationale syndicale rouge. L'affaire est évoquée à la tribune, dès l’ouverture des débats, par la délégation française conduite par Henri Sirolle. À la suite de ces pressions syndicales et de celles de Victor Serge, le 17 septembre, il est parmi les dix militants bannis et expulsés d'URSS dont Vorobiov, Mratchny, Mikhaïlov, Grigori Maksimov, Ioudine, Iartchouk, Gorelik, Feldman et Fedorov. La peine de mort sanctionne tout retour éventuel.

## Propagandiste, traducteur et éditeur

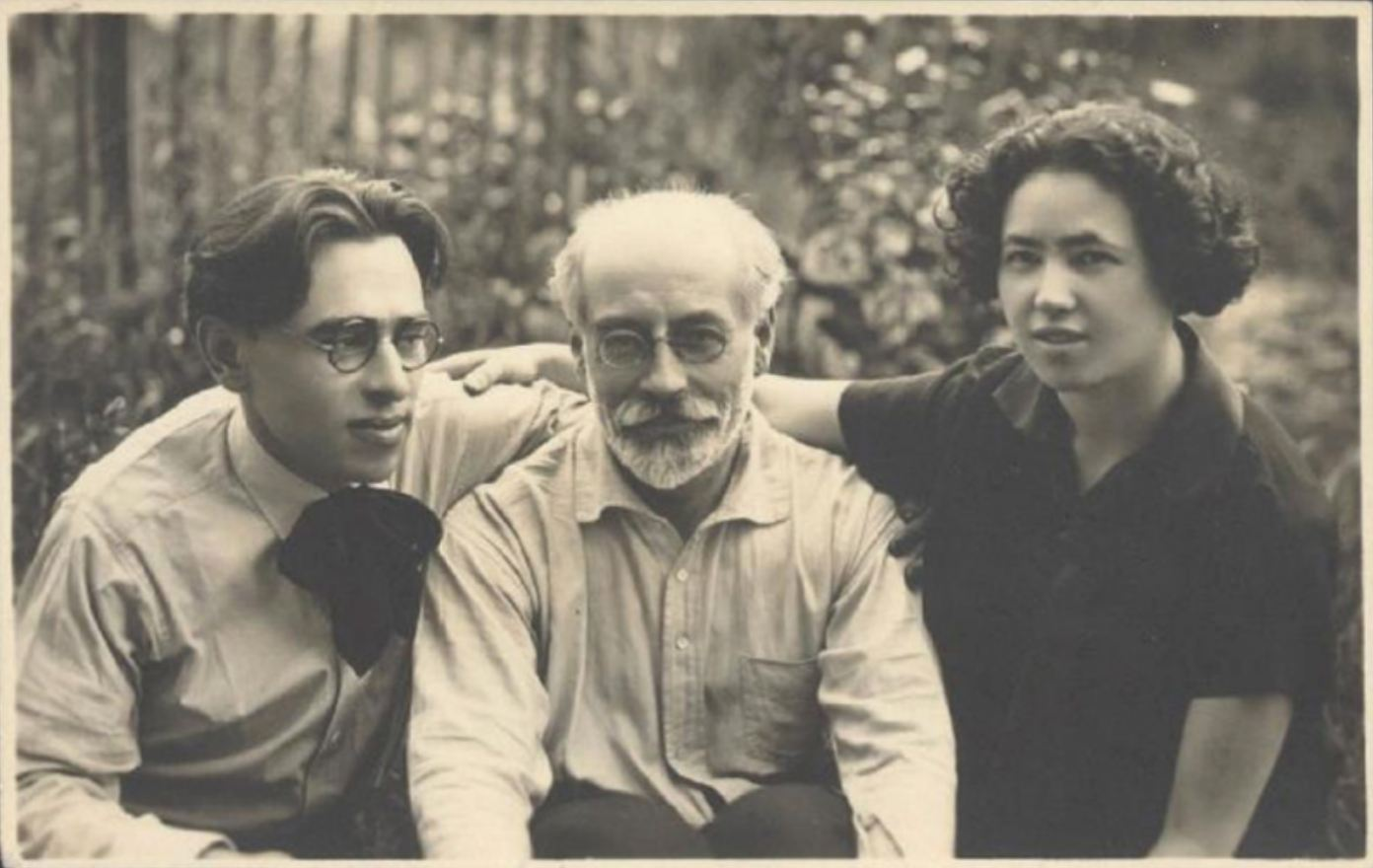
Avec Sénia Fléchine et Mollie Steimer à Paris en 1926.

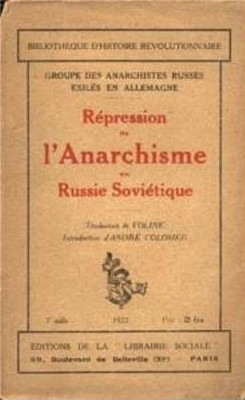
Répression de l'anarchisme en Russie soviétique, 1923.

En janvier 1922, il se réfugie à Berlin où il reprend la publication de La Voix du travail. Polyglotte, il correspond en russe, français, allemand, anglais et, plus tard, en italien et en espagnol. Il milite au sein de l'Union libre des travailleurs d'Allemagne et publie l'hebdomadaire en langue russe, L'Ouvrier anarchiste sous-titré revue « d'expression anarcho-synthétiste ». Il défend Makhno contre les accusations d'antisémitisme.
En juin 1922, dans un texte rédigé entre autres par Voline, A. Gorielik et A. Komoffdonne, le Groupe des anarchistes russes exilés en Allemagne, dresse la liste de près de 200 anarchistes arrêtés, fusillés, morts en prison ou déportés par le pouvoir soviétique. Le texte est édité en brochure sous le titre La persécution contre l'anarchisme en Russie Soviétique. Voline le traduit en français en 1923, Répression de l'anarchisme en Russie soviétique. Il traduit et préface, le livre de Piotr Archinov : Histoire du mouvement makhnoviste. Il publie de nombreux article sur la Russie soviétique dans La Revue anarchiste de Sébastien Faure et dans Le Libertaire.
Le récit de sa collaboration avec Makhno est fortement remis en cause par une amie parisienne de Makhno, Ida Mett, dans son texte Souvenirs sur Nestor Makhno. Elle l'accuse notamment d'avoir fait disparaître le seul journal intime de toute la vie de Makhno après sa mort.
Au printemps 1925, l'arrêté d’expulsion ayant été levé à la suite de l’intervention d'Henri Sellier, il rentre en France à l'invitation de Sébastien Faure. Il adhère au Groupe d'études sociales et collabore au Libertaire ainsi qu'aux principales revues du mouvement. Il fait partie de l'équipe de rédaction de l'Encyclopédie anarchiste de Sébastien Faure dont il écrit plusieurs articles. Certains comme La Véritable Révolution sociale, en 1930, sont publiés en brochures.
Les 12 et 13 juillet 1926, il participe avec Makhno au congrès de l'Union anarchiste à laquelle ils adhèrent tous les deux.

### Synthétismev/sPlateformisme
En juin 1926, à l'initiative de Piotr Archinov, de Nestor Makhno et d'Ida Mett, le « Groupe des anarchistes russes à l’étranger » publie en russe la « Plate-forme organisationnelle de l’union générale des anarchistes (projet) ». En octobre, Voline en termine la traduction et le texte paraît en français aux éditions de la Librairie internationale.
La Plate-forme est composée de trois parties : une partie générale, sur le capitalisme et la stratégie pour le renverser ; une partie constructive, sur le projet communiste libertaire et une partie organisationnelle, sur le mouvement anarchiste lui-même.
La partie générale affirme que l’anarchisme n’est pas une « belle fantaisie ni une idée abstraite de philosophie », mais un mouvement révolutionnaire ouvrier. Elle propose une grille d’analyse reposant sur le matérialisme et la lutte des classes comme moteur de l’histoire. Dans une situation révolutionnaire, l’organisation anarchiste doit proposer une orientation « dans tous les domaines de la révolution sociale ». L’enjeu est de « relier la solution de ces problèmes à la conception générale du communisme libertaire ».
La partie constructive propose un projet société transitoire. La production industrielle suit le modèle des soviets fédérés. Pour ce qui est de la consommation et de la question agraire, la Plate-forme se démarque du « communisme de guerre » de Lénine, qui consista à spolier les campagnes pour nourrir les villes. Quant à la défense de la révolution, le modèle est celui de la Makhnovchtchina : « caractère de classe de l’armée », « volontariat », « libre discipline », « soumission complète de l’armée révolutionnaire aux masses ouvrières et paysannes ».
Pour finir, la partie organisationnelle propose quatre « principes fondamentaux » pour une organisation anarchiste : l’unité théorique, l’unité tactique, la responsabilité collective et le fédéralisme.
En avril 1927, Voline et sept de ses amis publient un pamphlet de 40 pages « Réponse à la Plate-forme ». Le ton en est polémique, les auteurs accusent les plate-formistes d'avant-gardisme et de vouloir « bolcheviser » l’anarchisme. Chaque point de la Plate-forme y est décortiqué et réfuté. Le caractère de classe de l’anarchisme est nié, l’anarchisme étant également une conception « humanitaire et individuelle ». La partie constructive est comparée au « programme de transition » léniniste. Les principes organisationnels sont assimilés à de la discipline de caserne. Même la défense de la révolution, inspirée de la Makhnovchtchina, est réprouvée. Les auteurs de la Réponse y voient la « création d’un centre politique dirigeant, d’une armée et d’une police se trouvant à la disposition de ce centre, ce qui signifie, au fond, l’inauguration d’une autorité politique transitoire de caractère étatique ».
En août 1927, Piotr Archinov publie « La réponse aux confusionnistes de l'anarchisme ».
Le débat qui ne touche initialement que les militants russes, prend une envergure internationale.
En 1928, Sébastien Faure et Voline élaborent la synthèse anarchiste qui vise à surmonter les divisions internes, tant théoriques qu’organisationnelles, du mouvement anarchiste. Voline propose une synthèse des différents courants du mouvement : communiste libertaire, anarcho-syndicaliste et individualiste. D'après Voline, ces courants sont apparentés et proches les uns des autres, ils n’existent qu'à cause d’un malentendu artificiel. Il faut donc faire une synthèse théorique et philosophique des doctrines sur lesquelles ils reposent, après quoi on pourra en faire la fusion et envisager la structure et les formes précises d’une organisation représentant ces trois tendances.
La controverse entre synthétistes et plateformistes se poursuit jusqu’en 1931 : à l’accusation de « bolchévisme » des uns, répond celle de « dilettantisme » des autres. Les termes du débat n'ont guère évolué depuis.

### «Fascisme rouge»

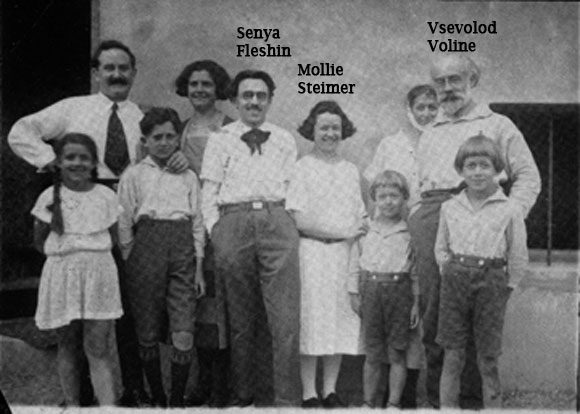
Groupe de militants, Voline à droite, sans doute en France dans les années 1930.

En novembre 1927, Voline rédige pour le Comité international de défense anarchiste la brochure Comme au temps des tsars. L'exil et la prison, parfois la mort contre les meilleurs révolutionnaires.
Le 7 février 1931, il coordonne pour Le Libertaire un dossier, Sous la botte de Staline, consacré aux emprisonnements de militants en URSS
En 1934, dans « Le fascisme rouge » édité sous l’égide du Comité international de défense anarchiste dans la revue Ce qu'il faut dire de Hem Day à Bruxelles, il définit ce nouveau concept : « Pour moi, tout courant d’idée qui admet la dictature […] est au fond, objectivement et essentiellement, fasciste. […] Le fascisme, au point de vue psychologique et idéologique, est l’idée de la dictature. Tant que cette idée est émise, propagée, appliquée par les classes possédantes, on la comprend. Mais quand la même idée est saisie et mise en pratique par des idéologues de la classe laborieuse comme le moyen de son émancipation, on doit considérer ce fait comme une aberration funeste, comme une singerie aveugle et stupide, comme un égarement périlleux. Car étant essentiellement fasciste, cette idée, appliquée, mène fatalement à une organisation sociale foncièrement fasciste. Cette vérité a été justement démontrée — sans contestation possible — par « l’expérience russe ». L’idée de la dictature comme moyen d’émancipation de la classe ouvrière y a été pratiquement appliquée. […] bientôt, les plus ignorants, les plus aveugles, les plus obstinés, seront obligés de constater : la révolution triomphante, au lieu de mener à l’émancipation de la classe ouvrière, aboutit en fait, et en dépit de toutes les théories des émancipateurs-dictateurs, à l’esclavage et à l’exploitation les plus complets, les plus terribles, de cette classe ouvrière par une classe dirigeante privilégiée. […] Voilà pourquoi […] Aucune différence n’existe entre Staline et Mussolini. Et voilà pourquoi le « fascisme rouge » n’est nullement une boutade, mais l’expression exacte d’une bien triste réalité ».
L'historien Sylvain Boulouque, en avant-propos de la reproduction de l'article « Le fascisme rouge » écrit en 2012 : « Très tôt les libertaires publièrent des listes de militants arrêtés et emprisonnés en URSS […] Ils comptèrent parmi les premiers à assimiler "Fascisme et bolchévisme" (Le Libertaire, no 231, 23 juin 1923). »
Et sur le même sujet, Daniel Guérin écrit en 1965, que pour Voline, toute tentative inspirée de l'exemple russe, ne pourrait aboutir qu'à un « capitalisme d'État basé sur une odieuse exploitation des masses », le « pire des capitalismes et qui n'a absolument aucun rapport avec la marche de l'humanité vers la société socialiste ». Elle ne pourrait que promouvoir « la dictature d'un parti qui aboutit fatalement à la répression de toute liberté de parole, de presse, d'organisation et d'action, même pour les courants révolutionnaires, sauf pour le parti au pouvoir », qu'à une « inquisition sociale » qui étouffe « le souffle même de la Révolution ».
Pour Voline : « Staline "n'est pas tombé de la lune". Staline et le "stalinisme" ne sont que les conséquences logiques d'une évolution préalable et préparatoire, elle-même résultat d'un terrible égarement, d'une déviation néfaste de la Révolution. Ce furent Lénine et Trotski — c'est-à-dire leur système — qui préparèrent le terrain et engendrèrent Staline. Avis à tous ceux qui, ayant soutenu Lénine, Trotski et consorts, fulminent aujourd'hui contre Staline : ils moissonnent ce qu'ils ont semé ! »
En été 1934, le contentieux qui l'oppose à Trotski ne l'empêche pas de protester contre l'expulsion de France de ce dernier tout en rappelant son rôle dans l'écrasement de la révolte de Kronstadt.

### La Révolution inconnue

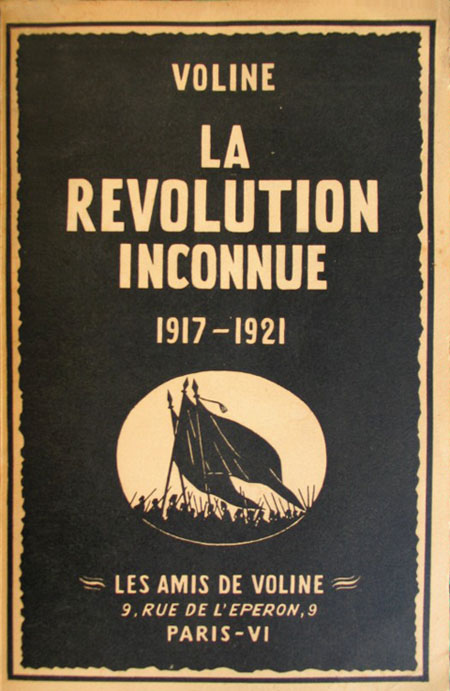
La Révolution inconnue, 1947.

En juillet 1934, il prononce l'oraison funèbre à l'enterrement de Nestor Makhno.
À partir de 1935, il se rapproche d’André Prudhommeaux.
Les 15 et 16 août 1936 à Toulouse, il participe aux travaux de constitution de la Fédération anarchiste. Il y anime le groupe Synthèse anarchiste puis celui du troisième arrondissement parisien. En 1937, il est mandaté, par le deuxième congrès de la FA, à la rédaction de Terre Libre où il rédige des articles sur la Russie et sur l'Espagne. Il dénonce notamment la participation de la Confédération nationale du travail au gouvernement républicain en 1937, ce qui lui vaut la vindicte des représentants de la CNT-FAI.
Pendant la révolution de 1936, lorsque André Prudhommeaux est à Barcelone, il s'occupe des articles en français de L'Espagne antifasciste (CNT-FAI-AIT) qui deviendra L'Espagne nouvelle.
En 1938, il commence l'écriture de son œuvre majeure : La Révolution inconnue.
En 1939, il s'installe à Marseille où il fait la connaissance d'Émile Danoën qui réussit à convaincre Gaby Neumann, la directrice intérimaire des éditions du Sagittaire, de lui donner un travail mieux rémunéré que celui de guichetier du poulailler à la caisse du théâtre du Gymnase.
Quand son ami, Victor Serge, lui rend visite, il le découvre vivant dans une véritable pauvreté alors qu'il tente désespérément de terminer son récit de la révolution russe.

### La résistance anti-nazie

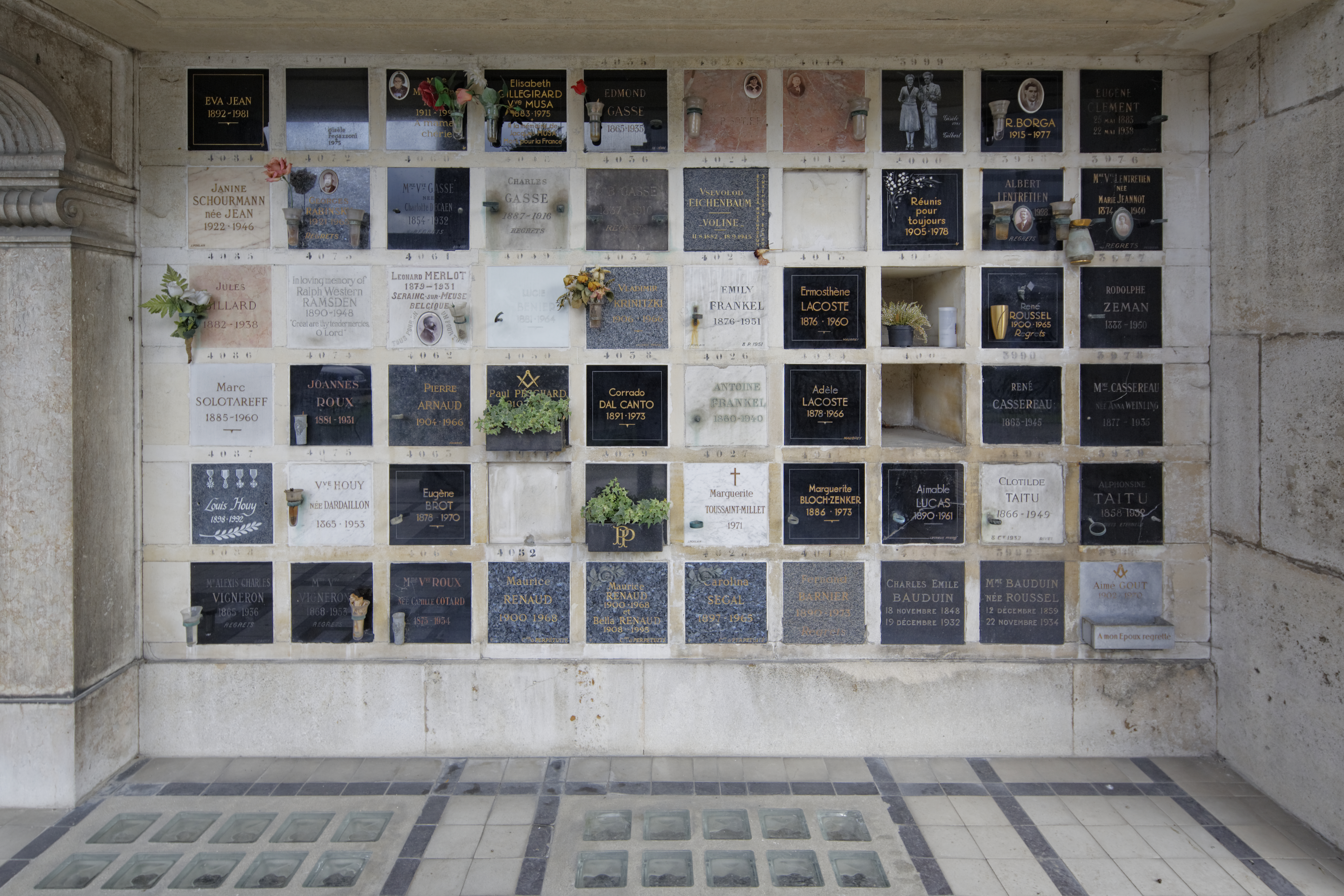
Case au Columbarium du Père-Lachaise.

Durant la Seconde Guerre mondiale, il vit dans les conditions très difficiles de la clandestinité, à la fois menacé comme anarchiste, comme moitié juif et comme franc-maçon.
Il participe à la Résistance, notamment à partir de février 1941, quand il rencontre André Arru avec qui il crée le Groupe anarchiste international qui publie le journal clandestin La Raison (premier numéro en juin 1943), la seule publication anarchiste sous l'occupation allemande. Le groupe international réunit des militants français, italiens, espagnols, un Russe et le Tchèque Joseph Sperck. Le 3 août 1943, il échappe de peu à l'arrestation lors de la rafle qui décime le groupe (arrestation de André Arru).
L'historien Pierre Guiral dans la Libération de Marseille parle du Groupe anarchiste international en ces termes : « Jean-René Saulière, alias André Arru, réussit à créer un petit groupe clandestin, strictement libertaire, hostile aux Allemands, au capitalisme, aux responsables de la guerre, à la dictature stalinienne. ».
Après la Libération, il participe aux tentatives pour recréer le mouvement anarchiste, notamment au pré-congrès d'Agen les 29 et 30 octobre 1944. En février 1945, il contribue au premier numéro des Petits Cahiers publié par la Fédération libertaire, Région du sud.
Puis il tombe gravement malade et est hospitalisé en mars 1945, il a perdu beaucoup de poids, mais reste extrêmement lucide. Le 25 mai, à sa sortie de l'hôpital, il est hébergé par des réfugiés espagnols à La Treille, dans la banlieue de Marseille. En août 1945, il retourne à Paris avec son fils Léo où il est à nouveau hospitalisé.
Il meurt de tuberculose le 18 septembre 1945 à l'âge de 63 ans à l'hôpital Laennec de Paris.
Il est incinéré au crématorium du Cimetière du Père-Lachaise et ses cendres reposent dans le columbarium (case no 4024), non loin de la tombe de son ancien camarade Nestor Makhno. Le Libertaire évoque ses funérailles : « Malgré qu’aucune publicité n’eût été faite, plus de deux cent cinquante camarades assistaient à l’incinération, attestant par là le souvenir vivace qu’ils gardaient pour celui qui fut un de leurs guides. »
En 1947, son manuscrit La Révolution inconnue est édité par Jacques Doubinsky et un groupe de ses amis.
En 1986, La Révolution inconnue est rééditée, augmentée des conclusions retrouvées par son fils Léo. Depuis les rééditions s'enchaînent. Aujourd'hui, le texte est disponible en lecture libre sur internet.

## Engagement dans la franc-maçonnerie

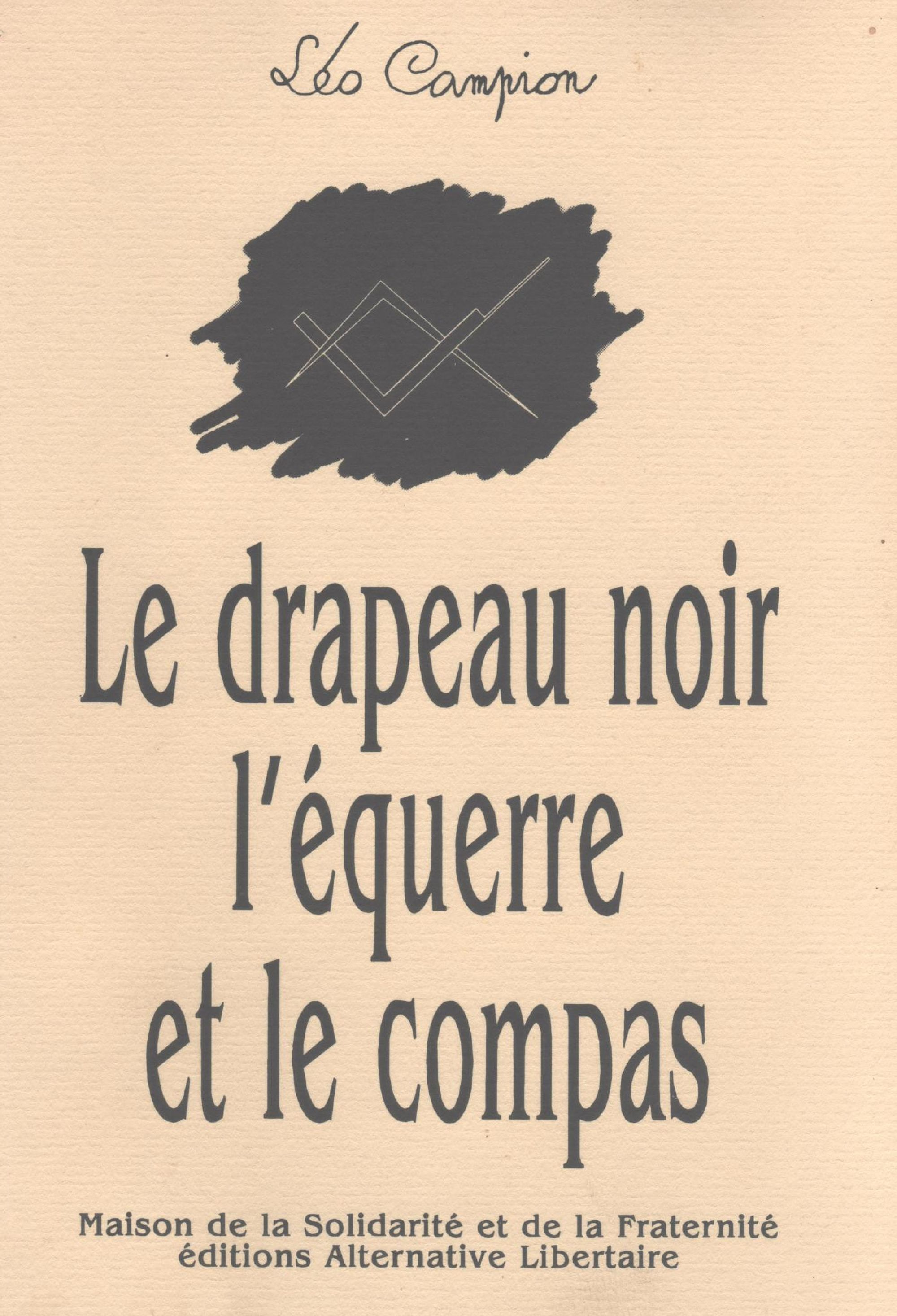
Léo Campion, Le Drapeau noir, l'Équerre et le Compas : les Maillons libertaires de la Chaîne d'Union, Éditions Alternative libertaire, 1996.

Le 27 janvier 1930, Voline est initié en franc-maçonnerie à la loge Clarté du Grand Orient de France à Paris. En 1939, il s'affilie à La Parfaite Union à Marseille.
En 1931, La Revue anarchiste publie sur plusieurs numéros un débat sur compatibilité ou non d'être à la fois franc-maçon et anarchiste. Voline y intervient en ces termes : « Tant que je sache, la tâche fondamentale de la Franc-Maçonnerie est la recherche de la vérité, c'est-à-dire des solutions autant que possible justes, exactes et fécondes, des problèmes philosophiques, sociaux, économiques et autres. […] L'association de la Franc-Maçonnerie offre à ses membres les moyens de recherches collectives. Je crois que, dans son genre, elle est la seule. […] J'estime […] qu'il est très utile, pour un anarchiste, d'étendre quelque peu les cadres de son milieu et de son action habituels, de croiser ses opinions et ses vérités avec celles des autres. Cela lui est utile, car il trouve ainsi une bonne occasion de vérifier, d'éprouver et de consolider ses convictions. En même temps, c'est très utile pour les autres et pour la cause entière, car l'idée anarchiste y trouve une occasion de plus de se faire connaître sous son vrai jour, de se faire examiner, comprendre, estimer. La Franc-Maçonnerie […] est avant tout, un cercle philosophique de libres penseurs, de libres chercheurs. L'activité collective des Francs-Maçons les incite tous à réfléchir, scruter, à estimer l'opinion d'autrui, à aimer la vérité, à la proclamer, à l'appliquer. […] Pour conclure, j'affirme catégoriquement que, pour ma part, je ne trouve absolument rien, dans les principes ou dans l'activité de la Franc-Maçonnerie, qui serait incompatible avec ma qualité d'anarchiste. Et j'estime que tout anarchiste cherchant à s'éduquer lui-même d'une façon plus vaste, et aussi à collaborer à l'éducation des autres, devrait faire partie de cette association. Il y gagnerait et sa cause y gagnerait également ».

## Vie privée
Avec Tatiana Solopova (décédée en 1915) puis avec Anna Grigorieva (décédée le 15 décembre 1939), Voline a eu six enfants dont Natacha Voline (née en 1915), Léo Voline (né le 4 janvier 1917), Alexandre (Alex) Eichenbaum-Voline (né le 4 mars 1919). En janvier 1937, ils rejoignent, en Espagne, une colonne de la Confédération nationale du travail. En février 1938, l'unité de Léo est encerclée et décimée par les franquistes. En 1940, il rejoint son père à Marseille. En 1986, la réédition de La Révolution inconnue est augmentée des conclusions qu'il retrouve. En 1946, Natacha réside à Paris. Alex réside à Oran, où est née sa fille, elle aussi appelée Natacha. Natacha et Alex avec sa famille bénéficient tous les deux de l'aide matérielle sous forme des colis CARE livrés par l'Alexander Berkman Aid Fund, association de secours anarchiste à Chicago, présidée par Boris Yelensky.

## Pensée politique

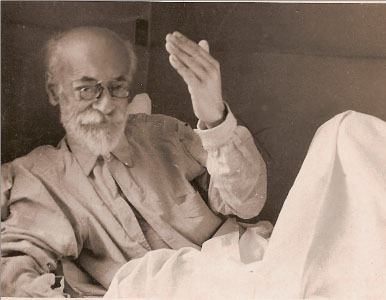
Voline en 1945.

Voline est un intellectuel et un écrivain prolifique. En Ukraine en 1917, il joue un rôle fondamental lors de la création de la confédération Nabat ainsi que dans le débat sur l'organisation anarchiste qui l'oppose, en France dans les années 1920, à Piotr Archinov.
Il est le théoricien de la synthèse anarchiste qui a pour ambition de réunir toutes les tendances anarcho-syndicaliste, communiste libertaire et individualiste dans une seule organisation : « Ces trois éléments (le syndicalisme, le communisme, et l’individualisme) sont trois aspects d’un seul et même processus, la construction, par la méthode de l’organisation de classe des travailleurs (le syndicalisme), de la société anarcho-communiste qui n’est que la base matérielle nécessaire à l’épanouissement complet de l’individu libre. Ces trois éléments coïncident chronologiquement, et se manifestent fortement dès le départ de la révolution sociale. »
Le texte de Voline sur la synthèse publié dans l'Encyclopédie anarchiste de Sébastien Faure, et celui d'Archinov sur la plate-forme structure toujours aujourd'hui le mouvement libertaire entre synthétistes, la Fédération anarchiste par exemple, et plateformistes, Alternative libertaire par exemple.
Dans La Révolution inconnue Voline expose sa conception de l'idéologie qui gouverne l'URSS et dénonce notamment l'interchangeabilité des idéologies trotskiste, staliniste et léniniste : « Staline « n'est pas tombé de la lune ». Staline et le « stalinisme » ne sont que les conséquences logiques d'une évolution préalable et préparatoire, elle-même résultat d'un terrible résultat, d'une déviation néfaste de la Révolution.
Ce furent Lénine et Trotski - c'est-à-dire leur système — qui préparèrent le terrain et engendrèrent Staline. Avis à tous ceux qui, ayant soutenu Lénine, Trotski et consorts, fulminent aujourd'hui contre Staline : ils moissonnent ce qu'ils ont semé ! ».

## Controverse
Dans son livre Souvenirs sur Nestor Makhno, Ida Mett écrit : « Galina Kouzmienko […] Après la mort de Makhno, elle est devenue la femme de Voline et ensemble avec ce dernier, elle avait commis la plus grande saleté morale : tous deux, ils ont dérobé d'en dessous l'oreiller mortuaire de Makhno son journal intime et l'ont fait disparaître. Or ce journal Makhno l'avait écrit durant toute sa vie en émigration et y donnait son avis sur ses camarades d'idée et sur leur activité ».
Michel Ragon, dans son roman La Mémoire des vaincus met en scène cette situation : « Ils ont trouvé le manuscrit sous l'oreiller du mort et l'ont brûlé. »

## Citations
- « Les anarchistes condamnent l'Autorité intégralement, sans aucune concession, car la moindre autorité avide de s'affermir et de s'étendre est aussi dangereuse que la plus développée, car toute autorité acceptée comme un "mal inévitable" devient rapidement un mal inéluctable. » - Article Autorité dans l'Encyclopédie anarchiste.

## Publications
- Contributions à L’Encyclopédie anarchiste de Sébastien Faure, Œuvre internationale des éditions anarchistes, 1925-1934, texte intégral.
- L'antisémitisme, Encyclopédie anarchiste, texte intégral - réédition Le Libertaire, 2005, texte intégral.
- La synthèse anarchiste, Encyclopédie anarchiste, texte intégral.
- Le fascisme rouge, Ce qu'il faut dire, no 2, Pensée et Action, juillet 1934[40],[41], texte intégral & texte intégral.
- La Révolution inconnue - 1917-1921 : documentation inédite sur la Révolution russe, Les Amis de Voline, 1947[42],[43]

texte intégral des deux premiers volumes et du troisième volume de l'édition de 1947.
- La Révolution inconnue : suite iconographique, Éditions Tallandier, 1969[44].
- La Révolution inconnue, Éditions Pierre Belfond, 1986[45],[46], Éditions Verticales, 1997[47], Éditions Tops-H. Trinquier, 2007[48] et reproduction en fac-similé, 2009[49].
- La synthèse anarchiste, Éditions Le Libertaire, 1985[50], texte intégral.
- La Révolution inconnue, Livre premier : Naissance, croissance et triomphe de la Révolution russe (1825-1917), éditions Entremonde, Lausanne, 2009[51],  (ISBN 978-2-940426-02-7).
- La Révolution inconnue, Livre deuxième : Le bolchevisme et l’anarchie, éditions Entremonde, Lausanne, 2009[52],  (ISBN 978-2-940426-03-4).
- La Révolution inconnue, Livre troisième : Les luttes pour la véritable Révolution sociale (1918-1921), éditions Entremonde, Lausanne, 2009[53],  (ISBN 978-2-940426-04-1).
- De très nombreux articles sur le site La presse anarchiste, texte intégral.
- La révolution inconnue (1917-1921), Tops H. Trinquier (réimpr. 2007) (1re éd. 1947), 700 p. (ISBN 978-2-9123-3959-1)
- La révolution russe : Histoire critique et vécue (préf. Charles Jacquier), Libertaria, 2017, 228 p. (ISBN 978-2-3772-9004-8). Contient également l'article Le fascisme rouge.

### Préfaces
- Piotr Archinov, L'histoire du mouvement makhnoviste (1918-1921), Éditions anarchistes & Librairie internationale, 1928.
- Piotr Archinov, La makhnovchtchina : l'insurrection révolutionnaire en Ukraine de 1918 à 1921, Éditions Spartacus, 2010[54],[55].

### Ouvrages collectifs
- Groupe des anarchistes russes exilés en Allemagne, Répression de l'anarchisme en Russie Soviétique, Éditions de la Librairie sociale, 1923[56].
- Plateforme d'organisation par le groupe d'Archinof, suivie de réponses et d'un débat, Pierre Archinov, Voline, Errico Malatesta, Noir et Rouge, 1968.

### Textes reproduits dans des anthologies
- Daniel Guérin, Ni Dieu ni Maître, anthologie de l'anarchisme, volumes II & III, La Découverte, 1999[57],[58].
- L’Organisation anarchiste : textes fondateurs, préf. Gaetano Manfredonia, Éditions Entraide, 2005[59].
- Sylvain Boulouque, La rébellion de Kronstadt & autres textes - Alexandre Berkman & Emma Goldman, Éditions la Digitale, 2007[60].
- Sylvain Boulouque, Les Anarchistes Ni Dieu ni maître ! (anthologie), Le Monde, 2012, notice éditeur.

### Traductions
- La Persécution des anarchistes et des syndicalistes révolutionnaires dans la Russie soviétique, La Librairie sociale, décembre 1922.

#### Essais
- Voline, Itinéraire : une vie, une pensée, no 13, 1996, 88 pages, présentation en ligne, notice.

• Sylvain Boulouque, Une vie de luttes • Alexandre Tchoukaev, La Russie des tsars • Ignacio De Llorens, Voline et la Révolution russe • Gaetano Manfredonia, Le débat plate-forme ou synthèse • C. Jacquier, URSS. Le fascisme rouge (avec un article de Voline) • David Berry, Face à la guerre civile d'Espagne • René Bianco, Voline et la presse anarchiste • G. de Puytorac, Le mouvement anarchiste dans la tourmente.
- Itinéraire, une vie, une pensée, no 13, 1996, « Voline », L'Homme et la société, Actualité de l'anarchisme, no 123-124, 1997, p. 202-203, texte intégral.
- Daniel Guérin, L'Anarchisme : de la doctrine à l'action, Paris, Gallimard, 1965, [lire en ligne].
- Domenico Tarizzo, L'anarchie: histoire des mouvements libertaires dans le monde, Seghers, 1978, notice CIRA.
- Daniel Guérin, Ni Dieu ni maître. Anthologie de l'anarchisme, volume III, Éditions Maspero, 1980, nouvelle édition.
- Léo Campion, Le Drapeau noir, l'Équerre et le Compas : les Maillons libertaires de la Chaîne d'Union, Éditions Alternative libertaire, 1996, lire en ligne, pdf.
- Paul Avrich, Les Anarchistes russes, trad. Bernard Mocquot, Maspéro, 1979.
- Winston, Voline, révolutionnaire de l’ombre, revue Ballast, 19 décembre 2015, lire en ligne.
- Alexandre Skirda, Les anarchistes russes, les soviets et la révolution de 1917, Les Éditions de Paris, 2000, [lire en ligne].

#### Travaux universitaires
- Pascal Revolt, Étude de la conception de l'État chez Voline (Vsévolod Mikhaïlovitch Eichenbaum) 1882-1945 : critique d'une analyse reductionniste de l'État (thèse en Sociologie politique), Université Panthéon-Sorbonne, septembre 1986 [notice].

#### Autres langues
- (en) John Simkin, Vsevolod Eikhenbaum (Volin), Spartacus Educational, 1997, texte intégral en anglais.
- (en) Robert Graham, Anarchism: A Documentary History of Libertarian Ideas, From Anarchy to Anarchism (300 CE to 1939), volume I, Black Rose Books, 2005, texte intégral.

### Iconographie
- Institut international d'histoire sociale (Amsterdam) : photos.
- Cartoliste : une carte postale éditée en 1995.

### Notices
- Ressource relative à la vie publique :   - Maitron
- Notices d'autorité :   - VIAF
  - ISNI
  - BnF (données)
  - IdRef
  - LCCN
  - GND
  - Italie
  - Japon
  - CiNii
  - Espagne
  - Belgique
  - Pays-Bas
  - Pologne
  - Israël
  - NUKAT
  - Catalogne
  - Suède
  - Australie
- Dictionnaire biographique du mouvement ouvrier français, « Le Maitron » : notice biographique.
- Dictionnaire international des militants anarchistes : notices connexes.
- L'Éphéméride anarchiste : notice biographique.
- Centre international de recherches sur l'anarchisme (Lausanne) : notice bibliographique.
- Centre international de recherches sur l'anarchisme (Marseille) : notice bibliographique.
- Catalogue général des éditions et collections anarchistes francophones : notice bibliographique.
- René Bianco - 100 ans de presse anarchiste : notice
- RA.forum : notice bibliographique.